# Stahleckeria potens
Stahleckeria potens è un terapside estinto, appartenente ai dicinodonti. Visse nel Triassico medio (Ladinico, circa 240 milioni di anni fa) e i suoi resti fossili sono stati ritrovati in Sudamerica (Brasile) e in Africa (Namibia).

## Descrizione
Questo animale è considerato uno dei più grandi fra i dicinodonti. Era di taglia gigantesca: poteva raggiungere i 4 metri di lunghezza e i 400 chilogrammi di peso. Il corpo massiccio era sorretto da altrettanto massicci arti, dalla postura quasi verticale. Il cranio era dotato di un muso molto corto e, al contrario di altri animali simili come Placerias e Kannemeyeria, era sprovvisto dei tipici canini a forma di zanna nella mascella superiore. Stahleckeria possedeva un'alta cresta sagittale, che fa supporre la presenza di enormi muscoli masticatori.

## Classificazione
Stahleckeria è considerato un tardo rappresentante dei dicinodonti, un gruppo di terapsidi erbivori, evolutisi nel Permiano e diffusisi nel Triassico; Stahleckeria, in particolare, fu uno degli ultimi, dei più derivati e anche dei più grossi. È considerato affine al ben noto Kannemeyeria ma non abbastanza da essere incluso nella stessa famiglia. Altri animali affini comprendono l'africano Moghreberia e il nordamericano Placerias.

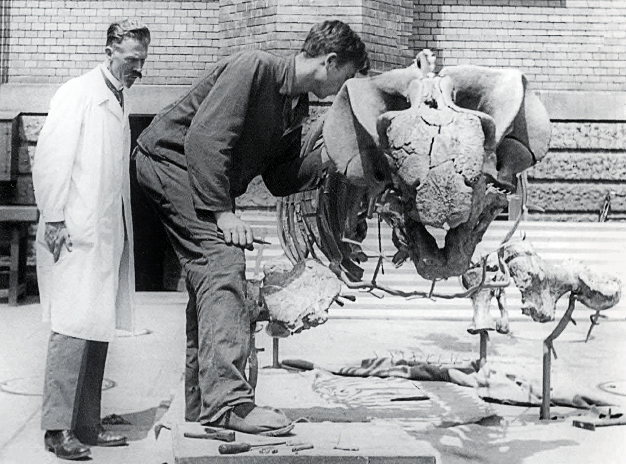
Friedrich von Huene (a sinistra) con un fossile di Stahleckeria potens all'Università di Tubinga

Stahleckeria potens venne descritto per la prima volta da Friedrich von Huene nel 1935, sulla base di resti fossili ritrovati nella zona di Rio Grande do Sul (Brasile) nella formazione Santa Maria. Altri fossili di una specie appartenente allo stesso genere vennero descritti da Alfred Sherwood Romer con il nome di Stahleckeria lenzii, poi vennero attribuiti nel 1965 a un altro genere di dicinodonti (Barysoma) e infine riassegnati alla specie originale. Nel 2012 vennero descritti altri fossili di Stahleckeria potens provenienti dalla Namibia (formazione Omingonde). 

Diagramma delle dimensioni di Stahleckeria, in confronto a quelle di un uomo

## Paleobiogeografia
I fossili di Stahleckeria descritti nel 2012 e provenienti dalla Namibia rafforzano l'idea che Africa e Sudamerica, nel corso del Triassico medio, fossero ancora unite in un'unica massa continentale ininterrotta, con un clima uniforme e un habitat che poteva venire facilmente attraversato da animali terrestri. Nella stessa formazione namibiana sono stati ritrovati anche i resti di un altro terapside tipicamente sudamericano (Chiniquodon) e di un rettile rauisuchide (Abdala et al., 2012). I fossili rinvenuti in Brasile, invece, sono stati ritrovati accanto a quelli di un altro dicinodonte più comune, Dinodontosaurus. Le differenze morfologiche tra i due (Dinodontosaurus era più piccolo e dotato di lunghe zanne) potrebbero indicare una differenza di abitudini alimentari.

## Bibliografia

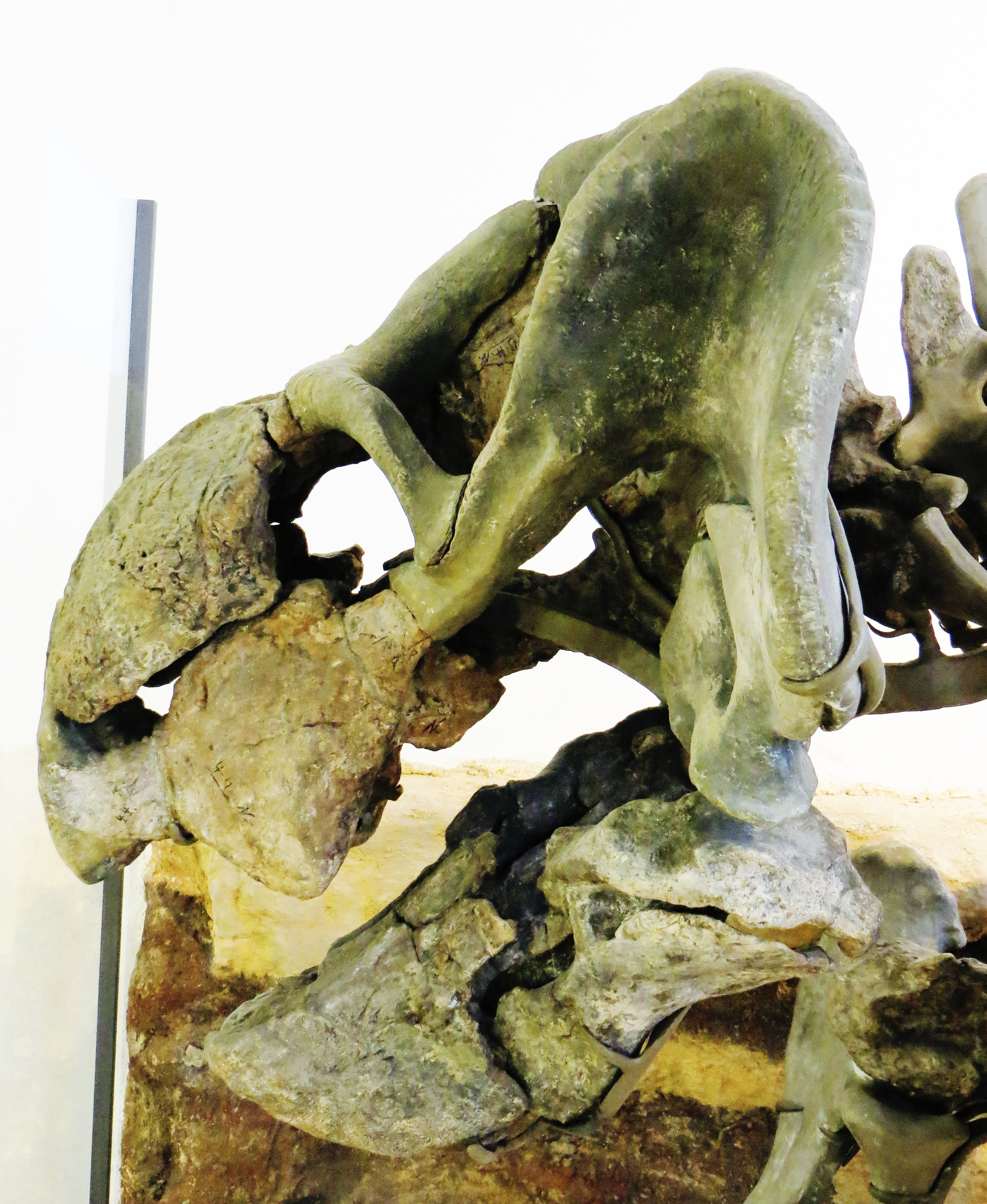
Cranio di Stahleckeria potens